# Rock Hill (Carolina del Sur)
Rock Hill es una ciudad situada en el estado de Carolina del Sur, en los Estados Unidos. Es sede del condado York. La ciudad en el año 2010 tiene una población de 71 154 habitantes en una superficie de 111,4 km², con una densidad poblacional de 791 personas por km².  Se encuentra al centro-norte del estado, junto al límite con Carolina del Norte, a la orilla derecha del río Catawba.

## Geografía

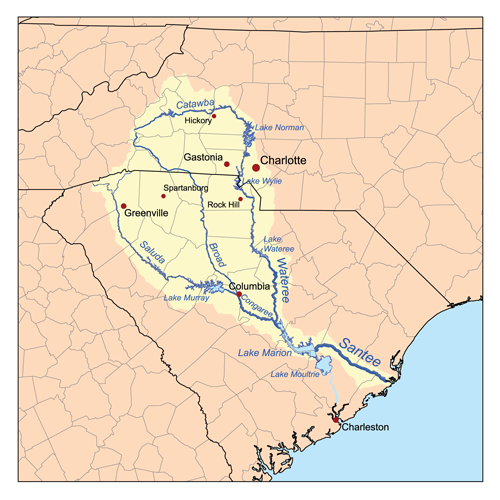
Ubicación de Rock Hills en un mapa de la cuenca del rio Santee

Rock Hill se encuentra ubicada en las coordenadas 34°56′17″N 81°1′34″O / 34.93806, -81.02611. Según la Oficina del Censo, la ciudad tiene un área total de 106,3 km² (41,0 mi²), de la cual 106 km² (40,9 mi²) es tierra y 0,1 km² (0 mi²) (0.10%) es agua.

## Demografía
En el 2000 la renta per cápita promedia del hogar era de $37.336, y el ingreso promedio para una familia era de $45.697. El ingreso per cápita para la localidad era de $18.929. En 2000 los hombres tenían un ingreso per cápita de $32.156 contra $24.181 para las mujeres. Alrededor del 14.00% de la población estaba bajo el umbral de pobreza nacional. 
| 2000   | 2001   | 2002   | 2003   | 2004   | 2005   | 2006   | 2007   | 2008   | 2009   | 2010   |
| ------ | ------ | ------ | ------ | ------ | ------ | ------ | ------ | ------ | ------ | ------ |
| 49.765 | 53.072 | 54.914 | 56.512 | 57.787 | 59.283 | 61.547 | 64.842 | 67.339 | 69.213 | 71.154 |

### Localidades adyacentes
El siguiente diagrama muestra a las localidades en un radio de 12 kilómetros (7,5 mi) de Rock Hill.